# Stratford (Dakota del Sud)
Stratford è un centro abitato (town) degli Stati Uniti d'America, situato nella Contea di Brown nello Stato del Dakota del Sud. La popolazione era di 72 persone al censimento del 2010. Fa parte dell'area micropolitana di Aberdeen.
Stratford ha avuto il suo inizio quando la ferrovia fu estesa fino a quell'area.

## Società

### Evoluzione demografica
Secondo il censimento del 2010, c'erano 72 persone.

### Etnie e minoranze straniere
Secondo il censimento del 2010, la composizione etnica della città era formata dal 95,8% di bianchi e il 4,2% di nativi americani.